# Miami-Schießerei 1986
Die Miami-Schießerei 1986 ereignete sich beim Festnahmeversuch zweier Schwerverbrecher am 11. April 1986 in Kendall, einem Vorort von Miami in Florida und gilt als der größte und verlustreichste Schusswechsel in der Geschichte des FBI.
Die beiden ehemaligen Berufssoldaten Michael Platt und William Matix terrorisierten in den 1980er Jahren den Großraum von Miami durch Raubüberfälle auf Banken und Geldtransporter, zudem wurden ihnen mehrere Morde zur Last gelegt. Nach monatelanger Fahndung wurden die beiden Verdächtigen in einem gestohlenen Fahrzeug entdeckt und nach kurzer Verfolgung auf offener Straße gestellt. Dabei entwickelte sich jedoch eine vier- bis fünfeinhalbminütige Schießerei, in der beide Täter und zwei Agenten getötet, sowie fünf weitere Agenten z. T. lebensgefährlich verletzt wurden.

## Täter
William Russell Matix wurde am 25. Mai 1951 in Lewisburg, Ohio geboren. Er besuchte die New Madison High School in New Madison, Ohio und anschließend das Culinary Institute of America in Hyde Park, New York. Am 7. Oktober 1969 trat er dem United States Marine Corps bei, wo er den Rang eines Sergeant erreichte, ehe er nach drei Jahren in die United States Army wechselte und dort nach einer Luftlandeausbildung in die Militärpolizei eintrat. Von 1981 bis 1984 arbeitete er noch als Mechaniker für Hubschrauber bei der Nationalgarde. Matix war zweimal verheiratet und hatte zwei Kinder.
Am 30. Dezember 1983 wurde die erste Ehefrau von William Matix, zusammen mit einer Arbeitskollegin auf ihrer Arbeitsstelle im Riverside Hospital in Columbus erstochen. Obwohl vieles für seine Täterschaft sprach, konnte Matix die Tat nicht nachgewiesen werden. Er hatte unüblicherweise eine hohe Lebensversicherung auf seine Frau abschließen lassen, zwei Zeugen hatten ausgesagt, dass Matix ihnen die Tat gegenüber gestand, zudem verweigerte er einen von der Polizei angebotenen Lügendetektortest.
Michael Lee Platt wurde am 3. Februar 1954 in San Diego, Kalifornien geboren. Er besuchte die KOFA High School in Yuma, Arizona und trat am 27. Juni 1972 in die United States Army ein, wo er sieben Jahre lang u. a. bei den Special Forces diente, als Zugführer eingesetzt wurde und den Rang eines Staff Sergeant erreichte. Platt war dreimal verheiratet und hatte einen Sohn aus erster Ehe.
Am 21. Dezember 1984 starb die erste Ehefrau von Michael Platt durch einen Gewehrschuss. Offiziell gilt ihr Tod als Selbstmord, doch wurde nach Bekanntwerden seiner kriminellen Karriere, zusammen mit dem Mord an der Frau von Matix, auch ein Verbrechen von Platt nicht ausgeschlossen.
Matix und Platt lernten sich während ihres gemeinsamen Dienstes auf dem Militärstützpunkt Fort Campbell in Kentucky kennen und wurden gute Freunde. Nach ihrer Militärzeit arbeiteten sie zusammen in einem Warenhaus, das einem Verwandten von Platt gehörte.

## Raub- und Mordserie
Am 5. Oktober 1985 erschossen Platt und Matix einen jungen Autofahrer, um an dessen goldenen Chevrolet Monte Carlo zu gelangen, den sie anschließend für ihre Überfälle benutzten. Die Leiche des Fahrers wurde erst am 16. Januar 1986 aufgefunden. Am 16. Oktober 1985 überfielen sie in Kampfanzügen einen Geldtransporter in der 104. Straße in Miami. Der Geldtransporter konnte jedoch entkommen, worauf die beiden einen bereits entwaffneten Wachmann niederschossen; dieser wurde schwer verletzt und verlor durch die Folgen der Attacke sein linkes Bein. Anschließend deckten sie ihre Flucht mit einer militärischen Rauchbombe.
Am 8. November 1985 überfielen die beiden Männer die Florida National Bank am South Dixie Highway und erbeuteten rund 10.000 Dollar. Nur knapp 90 Minuten später überfielen sie auch noch die Professional Savings Bank am South Dixie Highway und machten 41.469 Dollar Beute. Am 10. Januar 1986 erfolgte ein erneuter Überfall auf einen Geldtransporter am South Dixie Highway. Die Täter erschossen einen Wachmann und erbeuteten rund 54.000 Dollar.
Am 12. März 1986 erbeuteten die beiden Männer einen schwarzen 1979er Chevrolet Monte Carlo an der 16. Straße und streckten den Besitzer mit vier Schüssen nieder. Dieser überlebte jedoch mit schwersten Verletzungen und konnte den Diebstahl seines Wagens melden und ein Phantombild von William Matix anfertigen. Am 19. März 1986 erfolgte mit dem gestohlenen Wagen noch ein Überfall der beiden auf die Barnett Bank am South Dixie Highway, wobei die Täter 8.338 Dollar erbeuteten.

## Festnahmeversuch und Schießerei

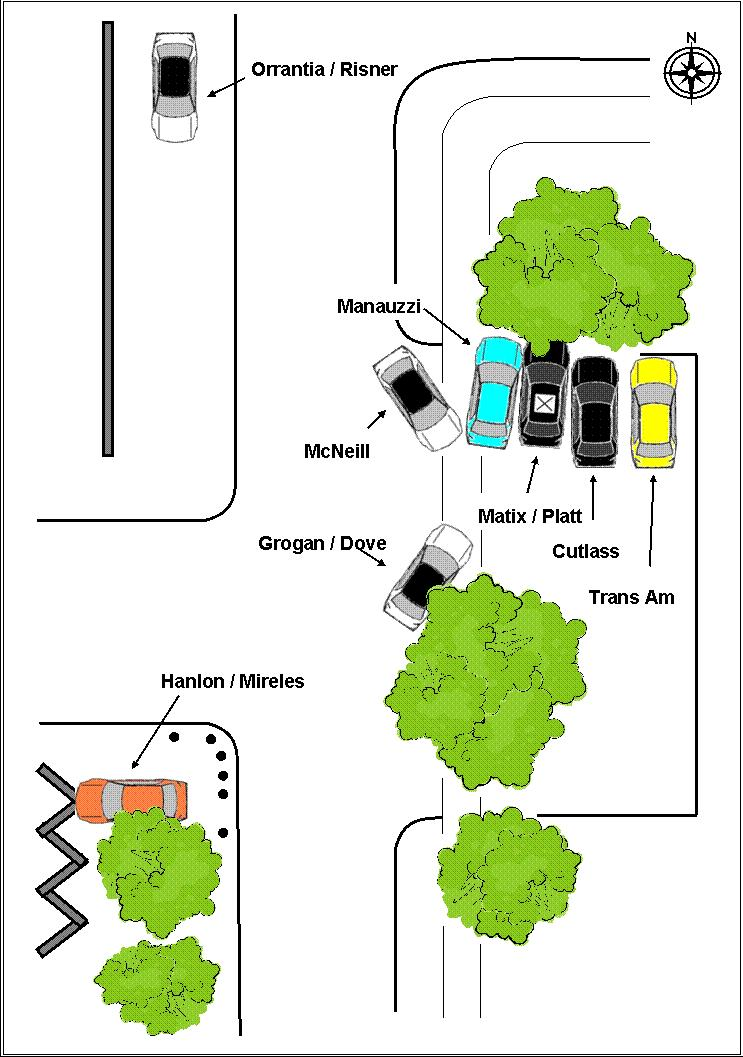
Position der Fahrzeuge während der Schießerei

Am 11. April 1986 hielten 14 FBI-Agenten in zehn Fahrzeugen entlang des South Dixie Highway Ausschau nach dem gestohlenen Monte Carlo, da sich das FBI sicher war, dass dieses Fahrzeug für den nächsten Überfall verwendet werden würde. Außerdem war dieser 11. April ein Freitag, der Tag an dem die meisten Überfälle geschahen. Kurz nach neun Uhr früh sichteten die Special Agents Benjamin Grogan und Jerry Dove den gestohlenen Wagen und nahmen mit ihrem Zivilfahrzeug unauffällig die Verfolgung auf. Kurz darauf schlossen sich die Special Agents Richard Manauzzi, Gordon McNeil, John Hanlon, Edmundo Mireles, Gilbert Orrantia und Ronald Risner in vier weiteren Zivilfahrzeugen der Verfolgung an. Da die beiden Täter immer wieder in Seitenstraßen abbogen und plötzlich ihre Geschwindigkeit verringerten, wussten die Beamten, dass sie enttarnt waren und beschlossen daher, das Fahrzeug der Täter von der Straße zu drängen, um sie von dichter bewohntem Gebiet fernzuhalten.
Nach kurzer Verfolgungsjagd und mehreren Rammstößen kam das FBI-Fahrzeug mit John Hanlon und Edmundo Mireles von der Straße ab und krachte gegen eine Mauer. Wenige Sekunden darauf, gegen 09:32 Uhr, kamen auch die Täter von der Straße ab und fuhren flankiert vom FBI-Fahrzeug mit Richard Manauzzi am Steuer gegen einen Baum vor der Wohnung 12201 Southwest der 82nd Avenue in Kendall. Gordon McNeill hielt gleich neben Manauzzis Fahrzeug, während Hanlon und Mireles ihren fahruntüchtigen Wagen verlassen hatten und zu Fuß bei McNeill eintrafen. Auf der anderen Straßenseite hatten Gilbert Orrantia und Ronald Risner im Schutze ihres Dienstfahrzeuges Stellung bezogen, während hinter Manauzzis Fahrzeug der Dienstwagen von Benjamin Grogan und Jerry Dove zum Stehen kam.
Die Schießerei begann, als Matix noch am Steuer sitzend mit einer Schrotflinte auf Agent Manauzzis Fahrzeug schoss, deren Schrotkugeln das Fahrzeug teilweise durchdrangen und den Beamten in Rücken und Hinterkopf trafen. Manauzzi, der beim Aufprall zudem seine Dienstwaffe verloren hatte, kroch verletzt und unbewaffnet hinter eine Mauer. Platt eröffnete nun mit seiner Ruger Mini-14 vom Fahrzeug heraus das Feuer, traf Agent McNeill in die rechte Hand, der daraufhin seine Waffe nicht mehr nachladen konnte, und schoss Agent Mireles in den linken Unterarm, der daraufhin zu Boden ging. Auch Matix wurde dreimal von den Agenten getroffen und blieb verletzt im Wagen liegen. Als Platt über das Seitenfenster der Beifahrerseite ins Freie sprang, wurde er von einem Projektil aus Agent Doves Pistole getroffen, das seinen rechten Oberarm durchschlug, in die Brust eindrang und den rechten Lungenflügel verletzte. Nachdem er wieder aufgestanden war und weiterschoss, wurde er nochmal in den rechten Oberschenkel, den linken Fuß und den rechten Unterarm getroffen.
Platt stand jedoch ein weiteres Mal auf und feuerte mit der Mini-14 weiterhin auf die Agenten, wobei Orrantia durch Metallsplitter seines getroffenen Wagens verletzt wurde und nicht mehr weiterschießen konnte und McNeill in die Wirbelsäule getroffen wurde, worauf er sich nicht mehr bewegen konnte. Platt versuchte nun, den Dienstwagen von Grogan und Dove zu erreichen, hinter dem sich außer diesen beiden Beamten auch noch Hanlon befand. Nach kurzem Schusswechsel wurde Hanlon in die rechte Hand getroffen und ging zu Boden, Grogan wurde mit einem Schuss in die Brust niedergestreckt. Anschließend beugte sich Platt über den verletzten Hanlon und schoss ihm in die Leistenregion, während Dove wegen einer Ladehemmung nicht zurückschießen konnte und daraufhin von Platt in den Kopf geschossen wurde. Danach schoss er Dove noch in den Hinterkopf und stieg in dessen Dienstfahrzeug, in das sich nun auch Matix vorgearbeitet hatte. Inzwischen schoss nur noch Agent Risner auf die Täter, die sich davon jedoch unbeeindruckt zeigten und versuchten, den Wagen in Betrieb zu nehmen.
Mireles sah daraufhin hinter dem beabsichtigten Fluchtwagen den regungslosen Hanlon liegen, der bei einer Flucht der Täter überrollt worden wäre, da der Fluchtwagen nach vorne durch den Wagen von Manauzzi blockiert wurde. Schwer verletzt, liegend und mit nur einer intakten Hand feuerte er fünfmal mit einer Pumpgun auf die Täter, was jedoch keine Wirkung zeigte. Mireles schaffte es unter großer Anstrengung noch einmal aufzustehen, nahm einen Revolver, ging auf den Wagen zu und erschoss die beiden Täter aus kurzer Entfernung.

## Beteiligte Agenten

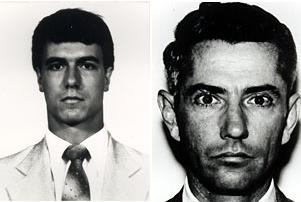
Die beiden getöteten Agenten: Jerry Dove und Benjamin Grogan

Benjamin Grogan und Jerry Dove starben in der Schießerei. Sie waren der 36. und 37. FBI-Agent, die im Dienst getötet wurden. Grogan stand bereits weniger als ein Jahr vor seiner Pensionierung, Dove hatte hingegen erst vor vier Jahren die FBI-Academy abgeschlossen. Am 15. Mai 2001 wurde in Gedenken an die beiden Agenten ein Teil der 82nd Avenue in Pinecrest, zwischen 120. und 124. Straße, in Agent Jerry Dove Avenue and Agent Benjamin Grogan Avenue umbenannt. 2015 wurde das regionale FBI-Hauptquartier für Südflorida in Miramar nach den beiden getöteten Agenten benannt (Benjamin P. Grogan and Jerry L. Dove Federal Building).
Edmundo Mireles wurde als erster FBI-Agent überhaupt, mit der FBI Medal of Valor ausgezeichnet und zum Polizisten des Jahres gewählt. Nach seiner Genesung ging er als Ausbilder an die FBI-Academy in Quantico, Virginia. Gordon McNeill musste durch seine Schussverletzungen in der Wirbelsäule mehrfach operiert werden und konnte erst nach dreijähriger Rehabilitationsphase wieder dem FBI beitreten. John Hanlon gab seinen Dienst beim FBI auf und arbeitete nach seiner Genesung als Ermittler für eine Anwaltskanzlei. Richard Manauzzi und Gilbert Orrantia konnten noch am selben Tag das Krankenhaus wieder verlassen und zusammen mit Ronald Risner weiterhin fürs FBI arbeiten.

## Aufnahme in die Ausbildung
Der Vorfall wurde auch ins Trainingsprogramm für angehende FBI-Agenten aufgenommen, um diese künftig besser auf Straßenkämpfe mit schwerbewaffneten Kriminellen vorzubereiten.
Denn obwohl die Täter als schießwütig bekannt waren und bei einem Zugriff mit einem Schusswechsel gerechnet werden musste, hatte sich lediglich Agent McNeill seine Schutzweste angelegt, zudem entstand bereits vor Beginn der Schießerei ziemliches Chaos. So waren die Agenten Hanlon und Mireles nach einem missglückten Rammversuch in einen Verkehrsunfall verwickelt, Agent Manauzzi verlor seine Bewaffnung und konnte während der gesamten Schießerei nicht mehr eingreifen, Agent Grogan hatte seine Brille verloren und die einzigen FBI-Fahrzeuge, die mit halbautomatischen Gewehren und Maschinenpistolen ausgestattet waren, waren an der Verfolgung der Täter gar nicht beteiligt worden. So kam es, dass innerhalb von fünf Minuten sieben der acht Agenten niedergeschossen wurden.

## Änderung der Bewaffnung
Michael Platt verfügte mit seiner halbautomatischen Ruger Mini-14 mit 30-Schuss Magazinen und seiner jahrelangen Ausbildung bei den Special Forces über waffentechnische und taktische Überlegenheit. William Matix konnte lediglich einen Schuss aus einer Pumpgun abgeben, wobei Agent Manauzzi verletzt wurde, während Platt mit 42 Schüssen aus der Mini-14 zwei Agenten tötete und vier verletzte.
Die Agenten hingegen verfügten zwar über zehn Faustfeuerwaffen und zwei Vorderschaftrepetierflinten, diese waren jedoch in der Regel nur fünf- oder sechsschüssig, was ein häufiges Nachladen erforderte. Bei den Revolvern wurde dies dadurch erschwert, das jede einzelne Patrone per Hand in die Patronenkammern eingeführt werden musste, was die Nachladezeiten nicht nur enorm verlängerte, sondern unter schwerem Beschuss und mit Verletzungen auch nahezu unmöglich wurde. Des Weiteren spielte auch das Kaliber eine Rolle, da die bisherigen Kaliber der Dienstwaffen keine ausreichende Mannstoppwirkung entfalten konnten; Matix war erst nach sechs, Platt gar erst nach zwölf Körpertreffern kampfunfähig. Als Resultat dieser Erkenntnisse wurde beim FBI einheitlich die halbautomatische Pistole Smith & Wesson 1076 im Kaliber 10 mm Auto eingeführt.

## Mediale Verarbeitungen

### TV
1988 wurde der Vorfall von Regisseur Dick Lowry unter dem Titel „In the Line of Duty: The FBI Murders“ (deutscher Titel: „FBI: Schonungslos“) verfilmt. Der Film zeigt auch das Privatleben der Täter und Agenten, die Überfälle und Ermittlungen, sowie die anschließende Schießerei. In den Hauptrollen sind Ronny Cox, Bruce Greenwood, Michael Gross, Douglas Sheehan und David Soul vertreten.